# DREAM SOLISTER
「DREAM SOLISTER」（ドリーム・ソリスター）は、TRUEの楽曲。唐沢美帆が作詞、加藤裕介が作曲を手掛けた。TRUEの4枚目のシングルとして2015年4月22日にLantisから発売された。

## 音楽性
本曲は、テレビアニメ『響け！ユーフォニアム』のオープニングテーマに起用された。同作の登場人物達の葛藤や苦悩が反映された元気で前向きなキラキラしたライブ感のある曲に仕上がっているが、歌詞制作時は自身の焦りが災いし、作中に登場する吹奏楽部員達の世代よりも上の目線で見ていたという。しかし自身の存在を「夢を追いかける演奏者」であることに気付いてからは同文言を訳した「DREAM SOLISTER」をタイトルとし、作詞の方も順調に書き上げたという。
レコーディングではTRUE自身の心境を投影したいという想いから素直に歌ったとことを明かしている。ちなみにTVサイズで流されない部分は楽曲の根幹であり、TRUE自身も気にいっているという。
CDジャーナルは、「音楽に打ち込む主人公たちの夢や憧れを、伸びやかなメロディと豊かな声で歌う爽快な一曲」と評した。
MVは、TRUEが管楽器奏者と共に歌う演出となっている。

## シングルリリース
2015年4月22日にランティスから発売された。TRUEのシングルとしては前作「ailes」以来約2か月ぶりのリリースとなる。
販売形態はアーティスト盤（LACM-14334）とアニメ盤（LACM-14335）の2種リリースで、初回限定盤には本曲のMVとメイキングを収録したDVDが同梱されている。ジャケットは、アーティスト盤がTRUEの周囲に金管楽器が写されたもので、アニメ盤が北宇治高校吹奏楽のメンバーイラストが描かれたものとなっている。
2曲目「SAKURAコンチェルト」は、女の子が満開の桜の下にいる様子と「別れ」や「始まり」が込められたかわいい曲。『響け! ユーフォニアム』のドラマCDでは挿入歌として使われている。
3曲目「Swag!!!」は、不良チックなTRUEを主人公としたブラスロック風の曲。

## シングル収録内容
| 全作詞: 唐沢美帆。 |                               |           |            |                |      |
| #                  | タイトル                      | 作詞      | 作曲・編曲 | ブラスアレンジ | 時間 |
| 1.                 | 「DREAM SOLISTER」            | 唐沢美帆  | 加藤裕介   |                | 4:58 |
| 2.                 | 「SAKURAコンチェルト」        | 唐沢美帆  | 高田暁     |                | 4:41 |
| 3.                 | 「Swag!!!」                   | 唐沢美帆  | 睦月周平   | 川田瑠         | 5:05 |
| 4.                 | 「DREAM SOLISTER」(Off Vocal) | 唐沢美帆  |            |                | 5:00 |
| 合計時間:          | 合計時間:                     | 合計時間: | 合計時間:  | 19:44          |      |

| #  | タイトル                               | 作詞 | 作曲・編曲 |
| -- | -------------------------------------- | ---- | ---------- |
| 1. | 「DREAM SOLISTER」(Music Video)        |      |            |
| 2. | 「DREAM SOLISTER」(Music Video Making) |      |            |

## チャート
| チャート（2015年）                | 最高位 |
| --------------------------------- | ------ |
| オリコン                          | 35     |
| Billboard Japan Hot 100           | 45     |
| Billboard Japan Hot Animation     | 12     |
| Billboard Japan Hot Singles Sales | 35     |

## 収録アルバム
| 曲名                                 | 収録作品名                       | 発売日         | 備考 |
| ------------------------------------ | -------------------------------- | -------------- | --- |
| DREAM SOLISTER (TV Size)             | 『おもいでミュージック』         | 2015年7月8日   | テレビアニメ『響け! ユーフォニアム』オリジナルサウンドトラック                                                           |
| DREAM SOLISTER (Wind Orchestra Ver.) | 『おもいでミュージック』         | 2015年7月8日   | 松田彬人編曲、吹奏楽バージョン、歌なし                                                                                   |
| DREAM SOLISTER                       | 『Joy Heart』                    | 2015年12月23日 | |
| DREAM SOLISTER (Movie Ver.)          | 『Reflection of youthful music』 | 2016年4月27日  | 『劇場版 響け！ユーフォニアム〜北宇治高校吹奏楽部へようこそ〜』オリジナルサウンドトラック 松田彬人編曲、吹奏楽バージョン |
| DREAM SOLISTER (Movie Ver.)          | 『Around the TRUE』              | 2017年2月22日  | |

## カバー・収録作品
- 遠藤正明 - カバーアルバム『ENSON3 COVER SONGS COLLECTION Vol.3』に収録。
- ぱんだウインドオーケストラ - アルバム『PANDASTIC!! 〜Newest Standard〜』に収録。
- ヒーラーガールズ - ミニアルバム『Voices vol.1 〜アニソンコーラスカバーアルバム〜』に収録

## その他の使用例
2019年開催の第101回全国高等学校野球選手権大会において、京都府代表として出場した立命館宇治高校の吹奏楽部が8月13日の8日目第2試合（対星稜高校戦）でこの曲を応援曲として吹奏している。
これは開催前の7月に京都アニメーション放火殺人事件が発生、その後立命館宇治高校が京都大会で優勝し甲子園出場が決まったことから、同校及び京都アニメーションの所在地である宇治市の地元住民から「京アニの関連の曲を甲子園で演奏したら励みになるのでは」との提案があり、これを受けて部員で話しあった結果この曲が選ばれた物である。
演奏が披露された直後はSNS上で反響を呼び、歌ったTRUEも対戦した両校への激励と感謝のメッセージを寄せている。